# ربلم جوال
الربلم الجوال أو جذري الغمد الجوال (الاسم العلمي: Rhopilema nomadica) هو نوع من الحيوانات يتبع جنس الربلم من الفصيلة الجذرية الفم.
وهو قنديل بحر يعيش في المياه الدافئة الاستوائية للمحيط الهندي والمحيط الهادئ. منذ عام 1970 بدأ بالتواجد أيضا في البحر الأبيض المتوسط، حيث دخل عبر قناة السويس. وقد وجد في شرق البحر الأبيض المتوسط، قبالة سواحل فلسطين وتركيا وفي بحر ايجه قبالة سواحل اليونان.
لون الربلم الجوال أزرق فاتح والشكل الجرسي الخاص به مدور تقريباً. ويمكن أن ينمو ليصل إلى 10 كيلوغراما من الوزن، وقطر الجرس يكون عادة بين 40 إلى 60 سم، ولكن يمكن أن يصل إلى 90 سم.
يدرج الاتحاد الأوروبي الربلم الجوال كواحد من أسوأ الأنواع البحرية الغازية في المياه الأوروبية.

## نظامه الغذائي
تعتبر هذه الأنواع من الربلم آكلة عوالق؛ حيث تقوم بالتغذي على العوالق لتلبية احتياجاتها الغذائية وللبقاء على قيد الحياة.

## تأثيره على البشر
الربلم الجوال يمكن أن يسبب إصابات مؤلمة جدا للإنسان، لأنه لديه خيوط ديدانية تغطيها خلايا لاسعة سامة.